# بير جينت

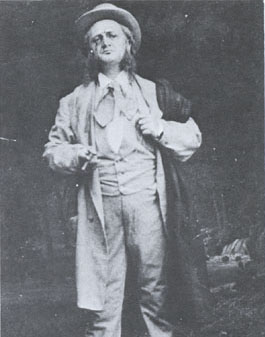
الفنان هنريك كلوسن في دور بيير جينت

بير جينت هو عمل مسرحي للروائي النرويجي هنريك ايبسان على موسيقى المؤلف ادوارد كرياج. تم أول عرض لها ب أوسلو بتاريخ 24 فيفري 1876م. القصة رائعة وهي عمل تراجيدي واقعي، وهذا شيء مشترك مع جميع أعمال ايبسن المتوالية.

## القصة
الشخصية الرئيسية هي بير جينت، رجل في العشرينات من عمره يبحث عن مهرب من الواقع بواسطة الكذب. في بحث عن الثروة والحب، ليجد نفسه في عالم من المتصييدين والشياطين.
بعد القفز في الزمن ب 10 سنوات، وجد بير جينت نفسه بالمغرب، حيث أصبح ثريا بتجارة الرق. سرق منه مركبه الذي به كل ثروته من قبل مرافقه بالرحلة، هذا الأخير غرق في إحدى العواصف. بير جينت، فقير، رجع إلى الله وتاب. هاجمته القردة، ليجد نفسه في الصحراء حيث نجى باكتشاف إحدى الواحات. قابل عنترة، الذي سرق منه آخر ما يملك.
بير جينت شيخ وفقير يعود إلى بلاده ليسترجع روحه. سولفيج، حاميته، انقدته في الأخير.
”تفاصيل أكثر“
هذه المسرحية هي خلاصة سقوط نرويجي كسول ومتدهور. اراد ايبسان تجسيد خصائص المزارعين في بلده، التي يجدها الأبشع.بيير كانت له الفرصة لخطبة سولفيج، فتاة فاضلة ومؤمنة. لكن سرعان ما يهتم بخطيبة أحدهم، اينغريد. اختطفها واغتصبها وفي الأخير تخلى عنها. اسفت اينغريد لمحنتها. بيير من وقت لاخر يقوم بزيارة إلى أسطورة ملك جبال الدوفر، الذي بناته قزمات: أغوى إحداهن، حياته أصبحت في خطر واضطر للهرب، بعد حضوره وفاة امه ازي، غادر بيير النرويج. في بداية المشهد الرابع، نجد بيير في أفريقيا في العشرينات من عمره، تاجر عبيد مزدهر، لكن ثروته الجديدة دفعته إلى المزيد من الفجور. بعد زيارة البلاد العربية واغواء عنيترة الجميلة، بيير انتهى بالفشل في إحدى التكيات ب القاهرة. قرر الرجوع إلى وطنه الأصلي النرويج في طريق العودة غرقت السفينة ولما وصل إلى بلاده وجد سولفيج الوفية في انتضاره، ليموت بين احضانها.
قبل أن يلفظ انفاسه الأخيرة همست في أذنه قائلةً: انتهت رحلتك يا بيير، أخيرا فهمت معنى الحياة، انه هنا في بلدك وليس في احلامك الطائشة ولا عبر العلم توجد السعادة.

## روابط خارجية
- بير جينت على موقع الموسوعة البريطانية (الإنجليزية)